# Komsomolsk (Kaliningrad)
Komsomolsk (russisch Комсомольск, deutsch Löwenhagen) ist ein Ort in der russischen Oblast Kaliningrad. Er gehört zur kommunalen Selbstverwaltungseinheit Stadtkreis Gwardeisk im Rajon Gwardeisk.
Zu Komsomolsk gehört auch das ehemalige Groß Hohenhagen, russisch zunächst Kaschtanowka.

## Geographische Lage
Das Dorf liegt in der historischen Region Ostpreußen, 18 Kilometer südöstlich der Stadt Kaliningrad (Königsberg) und 20 Kilometer südwestlich der Stadt Gwardeisk (Tapiau).  

## Geschichte

Kirchdorf Löwenhagen, südöstlich der Stadt Königsberg, auf einer Landkarte von 1910

Die erste urkundliche Erwähnung erfuhr Löwenhagen als Leuenhäun im Jahre 1379. Damals übertrug der Ordenshochmeister Winrich von Kniprode dem Tiele Hartmann 31 Hufen Land.
1613 übernahm  Friedrich von Waldburg die Ländereien Löwenhagen, Reichenhagen (russisch: Schelesdoroschnoje, nicht mehr existent) und Friedrichstein (Kamenka). 1662 ging fast der gesamte Besitz von der Familie von Waldburg an Friedrich Graf von Dönhoff. Er wirtschaftete sehr erfolgreich und erweiterte den Besitz beträchtlich.
Löwenhagen kam 1874 in den neu errichteten Amtsbezirk Friedrichstein (heute russisch: Kamenka).  Im Jahre 1910 zählte Löwenhagen 454 Einwohner.
Am 3. Juni 1930 wurde der Amtsbezirk Friedrichstein umbenannt und Löwenhagen wurde Sitz und namensgebender Ort. Zu dieser Zeit gliederte sich der Bezirk in sieben Kommunen. Er bestand bis 1945 und trat im Jahre 1939 dem neu formierten Landkreis Samland bei. Die Zahl der Einwohner in Löwenhagen stieg bis 1933 auf 868 und betrug 1939 bereits 908.
Im Jahr 1945 gehörte Löwenhagen zum Landkreis Samland im Regierungsbezirk Königsberg der preußischen Provinz Ostpreußen des Deutschen Reichs.
Im Zweiten Weltkrieg wurde Löwenhagen am 25. Januar 1945 von der Roten Armee besetzt und kam anschließend zusammen mit der nördlichen Hälfte Ostpreußen besatzungsrechtlich unter die Verwaltung der Sowjetunion. 1947 erhielt der Ort die russische Bezeichnung „Komsomolsk“ und wurde gleichzeitig dem Dorfsowjet Semjonowski selski Sowet im Rajon Kaliningrad zugeordnet. Später gelangte der Ort in den Oserski selski Sowet im Rajon Gwardeisk. Um 1980 wurde der Ort Kaschtanowka (Groß Hohenhagen) an Komsomolsk angeschlossen. Von 2005 bis 2014 gehörte Komsomolsk zur Landgemeinde Oserkowskoje selskoje posselenije und seither zum Stadtkreis Gwardeisk.

### Amtsbezirk Löwenhagen (1930–1945)
Im Jahre 1930 gehörten zu dem umbenannten Amtsbezirk Löwenhagen sieben Orte:
| Name           | Russischer Name      |
| -------------- | -------------------- |
| Birkenwalde    |                      |
| Friedrichstein | Kamenka              |
| Horst          |                      |
| Klein Barthen  |                      |
| Löwenhagen     | Komsomolsk           |
| Reichenhagen   | Schelesnodoroschnoje |
| Seewiesen      |                      |

Aufgrund von Eingemeindungen und Umstrukturierungen gehörten am 1. Januar 1945 lediglich noch die vier Gemeinden Birkenwalde, Friedrichstein, Horst und Löwenhagen zum Löwenhagener Amtsbezirk. Von diesen vier Ortschaften existieren heute nur noch zwei.

## Kirche

### Kirchengebäude
In der Zeit der Reformation wurde in Löwenhagen 1542 eine erste Kirche aus Holz und ohne Turm errichtet. Bauherr war Hans Conrad Baar, der 1533 Löwenhagen von Markgraf Albrecht von Brandenburg als Pfand übernahm. Als Friedrich Freiherr von Waldburg 1607 Löwenhagen übernahm, begann man 1609 mit dem Bau einer neuen, massiven Kirche, die 1613 aufgemauert und verputzt wurde. Einen Turm ergänzte man ab 1623. 1692 wurde das Gotteshaus dank der Unterstützung des Reichsgrafen von Dönhoff vergrößert und innen sowie außen renoviert den letzten Kämpfen des Zweiten Weltkrieges wurde die Kirche mit der Gruft der Dönhoffs nur gering beschädigt. Heute existiert das Bauwerk nicht mehr.

### Kirchengemeinde
Das Kirchdorf Löwenhagen war bis Ende des 16. Jahrhunderts eine Filiale der Kirche Borchersdorf (heute russisch: Selenopolje). Danach wurde die Kirche Löwenhagen eigenständig und erhielt eine eigene Pfarrstelle. Das zwölf Orte umfassende Kirchspiel gehörte bis 1945 zum Kirchenkreis Königsberg-Land I in der Kirchenprovinz Ostpreußen der evangelischen Kirche der Altpreußischen Union und zählte 1925 1500 Gemeindeglieder.
Heute liegt Komsomolsk im Einzugsbereich der in den 1990er Jahren neu entstandenen evangelisch-lutherischen Auferstehungskirchengemeinde in Kaliningrad (Königsberg). Sie ist die Hauptkirche der Propstei Kaliningrad der Evangelisch-lutherischen Kirche Europäisches Russland.
Heute erinnert noch das alte Pfarrhaus gegenüber der Kirche an das damalige kirchliche Leben in Löwenhagen. Es hat als heutiges Kulturhaus überlebt. Auf dem Gelände des 1697 angelegten Friedhofs an der Kirche stehen außerdem noch viele der alten Bäume.

## Schule
Von der früheren dreiklassigen Dorfschule in Löwenhagen findet sich heute keine Spur mehr.

## Nachrichtenbunker
Etwa 1942/43 wurde am Dorfrand von Löwenhagen ein Bunker errichtet, der noch heute existiert, allerdings ohne Türen. Er sollte wie noch ein weiterer Bunker am Abhang der Schaar der Unterbringung des Militärischen Nachrichtendienstes dienen und war durch Telefonkabel mit der Reichsregierung und dem Führerhauptquartier verbunden. Die Reste dieses Bunkers wurden in sowjetischer Zeit freigelegt.

## Verkehr
Die Ortschaft ist über die Regionalstraße 27A-025 (ex R508) an das Straßennetz angebunden.
Der Ort ist Bahnstation („Komsomolsk-Sapadny“) an der Bahnstrecke Kaliningrad–Tschernyschewskoje (Königsberg–Eydtkuhnen/Eydtkau) – einem Teilstück der einstigen Preußischen Ostbahn – zur Weiterfahrt nach Litauen und in das russische Kernland. Bis 1945 durchlief den Bahnhof auch die Bahnstrecke von Königsberg (Preußen) über Gerdauen (heute russisch: Schelesnodoroschny) nach Angerburg (heute polnisch: Węgorzewo), die 1945 außer Betrieb gestellt wurde.

## Persönlichkeiten des Ortes

### Söhne und Töchter des Ortes
- Willy Steinkopf (* 3. März 1885 in Löwenhagen; † 1953), deutscher Politiker, SPD
- Gerhard Winkler (* 25. September 1898 in Löwenhagen; † 1975), deutscher Architekt

### Mit dem Ort verbunden
- Johann Schultz (1739–1805), deutscher evangelischer Theologe, Mathematiker und Philosoph, war von 1769 bis 1775 Pfarrer in Löwenhagen